# Nanosella russica
Nanosella russica  (лат.) — вид жуков рода Nanosella из семейства перокрылки (Ptiliidae). Один из мельчайших представителей отряда жесткокрылые в фауне России. Относится к трибе Nanosellini, включающей самых мелких жуков мировой фауны. Вид назван по имени острова Русский (Приморский край), на котором был найден один из типовых экземпляров жука. Nanosella russica стал первым представителем рода Nanosella, найденным в фауне России.

## Описание
Длина тела 0,480—0,575 мм, ширина — 0,163—0,185 мм. Тело желтовато-коричневое, овально-цилиндрическое, вытянутое. Глаза состоят из 37—40 омматидиев. Антенны 10-члениковые. Формула лабиальных щетинок — 2;2+2+1. Надкрылья с округленными боками (длина — 0,353—0,375 мм; ширина — 0,102—0,120 мм), их вершины без зубцов, округлые. Формула крыловых щетинок — 3+28+18. Пигидий с двухвершинным зубцом. Обнаружены на трутовых грибах Trametes sp., Skeletocutis amorpha, Trichaptum biforme (на ольхе), Coriolopsis trogii (на дубе) в Приморском крае: остров Русский, Лазовский заповедник, заповедник Кедровая Падь. Вид был впервые описан в 2008 году российским энтомологом Алексеем Алексеевичем Полиловым (Кафедра энтомологии МГУ, Москва, Россия).